# René Ruello
René Ruello, né le 18 mars 1949 à Merdrignac (Côtes-d'Armor), est un dirigeant d'entreprise français.

## Biographie

### Enfance et carrière sportive
René Ruello nait en mars 1949 à Merdrignac, de parents boulangers et supporters du Stade rennais. Il assiste dans sa jeunesse en tant que spectateur à des matchs de l'équipe avec sa famille. Il commence le football à la fin des années 1960, et après une année aux Cadets de Bretagne, il rejoint l'équipe réserviste du Stade rennais. Il évolue ensuite en Division 2 à La Rochelle puis au SC Challans. De 1978 à 1980, il devient entraîneur à l'UCK Vannes,,. 

### Dirigeant d'entreprise
En 1985, René Ruello crée la société Panavi sur le territoire de la commune de Torcé, en Ille-et-Vilaine, spécialisée dans le domaine de l'agro-alimentaire, et plus précisément dans la production industrielle de viennoiseries crues.
L'entreprise se développe ensuite, et déploie de nombreux sites de production, au nombre de 20 en 2009. René Ruello en est le président directeur général jusqu'en 2008 et la cession du groupe au belge Vandemoortelle. Il se reconvertit ensuite dans l'hôtellerie, devenant propriétaire d'un établissement à Dinard.
Depuis les années 1990, René Ruello investit, via sa holding Demeter et avec l'aide de son fils Pierre Ruello, dans un grand nombre d'enseignes commerciales au sein de la gare de Rennes et sa place adjacente. En 2023, le groupe est propriétaire d'une trentaine de magasins, regroupant des restaurants, quatre hôtels, deux boulangeries et un caviste. Ces enseignes sont pensées pour offrir une large gamme de services complémentaires, bien que des critiques s'élèvent dans le quartier, accusant la famille Ruello d’asphyxier les commerces indépendants et changer l'image du quartier,.

### Présidence du Stade Rennais
En octobre 1990, René Ruello devient Président du Stade rennais en remplacement de Jean-Raphaël Soucaret. Il conserve ce poste pendant près de huit ans, jusqu'au rachat du club par François Pinault, puis est évincé au profit de Pierre Blayau. Deux ans plus tard, il revient cependant aux commandes du Stade rennais, en tant que président-délégué. En juin 2002, il est de nouveau évincé, cette fois au profit d'Emmanuel Cueff. Le 21 mai 2014, il redevient président du Stade rennais et remplace Frédéric de Saint-Sernin. Il démissionne de son poste le 3 novembre 2017 après le match gagné contre Bordeaux et est remplacé par Olivier Letang.